# Natalja Czistiakowa
Natalja Aleksandrowna Czistiakowa, ros. Наталья Александровна Чистякова (z domu Burda [Бурда], występowała również pod nazwiskiem Pieczonkina [Печёнкина], ur. 15 lipca 1946 w Jużnosachalińsku) – rosyjska lekkoatletka reprezentująca Związek Radziecki, specjalizująca się w biegach sprinterskich, uczestniczka igrzysk olimpijskich w latach 1968 i 1972, brązowa medalistka olimpijska z 1968 r. z Meksyku, w biegu na 400 metrów. 
Żona Walentina Czistiakowa, matka Wiktora Czistiakowa.

## Finały olimpijskie
- 1968 – Meksyk, bieg na 400 metrów – brązowy medal
- 1972 – Monachium, sztafeta 4 × 400 metrów – 8. miejsce

## Inne osiągnięcia
- 1968 – Madryt, europejskie igrzyska halowe – złoty medal w biegu na 400 m
- 1971 – Helsinki, mistrzostwa Europy – brązowy medal w sztafecie 4 × 400 m
- 1971 – Sofia, halowe mistrzostwa Europy – złoty medal w sztafecie 4 × 1 okrążenie
- 1972 – Grenoble, halowe mistrzostwa Europy – srebrny medal w sztafecie 4 × 2 okrążenia

## Rekordy życiowe
- bieg na 400 metrów – 52,25 – 1968